# Silnice II/318
Silnice II/318 je silnice II. třídy, která vede z Častolovic do Zdobnice. Je dlouhá 20 km. Prochází jedním krajem a jedním okresem.

## Vedení silnice

### Královéhradecký kraj, okres Rychnov nad Kněžnou
- Častolovice (křiž. I/11, II/321, III/3184, III/3185)
- Synkov (křiž. III/3188)
- Slemeno
- Rychnov nad Kněžnou (křiž. I/14, III/31814, peáž s I/14)
- Jaroslav (křiž. III/3195)
- Liberk (křiž. III/31813, III/31012, III/31812)
- Hláska
- Zdobnice (křiž. II/310, III/31816)